# Neolarra alexanderi
Neolarra alexanderi là một loài Hymenoptera trong họ Apidae. Loài này được Griswold & Parker mô tả khoa học năm 1999.